# Гадирова, Джессика
Джессика Гадирова (англ. Jessica Gadirova; род. 3 октября 2004, Дублин) — британская гимнастка. Бронзовый призёр Олимпийских игр 2020 года в командном первенстве, чемпионка мира в вольных упражнениях (2022), трёхкратная чемпионка Европы в вольных упражнениях (2021, 2022, 2023) и чемпионка Европы в многоборье и в командных упражнениях (2023).

## Биография
Джессика Гадирова и ее сестра-близнец Дженнифер имеют азербайджанское происхождение. Их отец Натиг Гадиров является гражданином Азербайджана, мать также азербайджанка. Гадирова родилась в Дублине, в то время её родители находились по работе в Ирландии. Гадирова имеет ирландское и британское гражданство. Родители отца живут в Баку: бабушка — педиатр на пенсии, а дедушка — профессор физико-математических наук. Вместе с сестрой Гадировы начали заниматься гимнастикой в шесть лет, чему поспособствовало желание их матери.

## Карьера

#### 2016
В марте Гадирова выступила на британском чемпионате среди детей, где заняла 12-е место в многоборье и 6-е на бревне.

#### 2018
В феврале 2018 года Гадирова выступила на чемпионате Англии, где заняла 23-е место. В следующем месяце она участвовала в чемпионате Великобритании, где заняла седьмое место в многоборье, восьмое на брусьях и шестое в вольных упражнениях. Она закончила сезон на командном чемпионате Великобритании, где заняла 11-е место в юниорском многоборье.
В марте Гадирова участвовала на чемпионате Англии, где заняла четвертое место вслед за Ондиной Ачампонг, Хэлли Хилтон и Дженнифер Гадировой. Позже в том же месяце она участвовала в чемпионате Великобритании, где заняла седьмое место в многоборье, восьмое в опорном прыжке, четвертое на брусьях. В вольных упражнениях она стала бронзовым призёром. Затем Гадирова участвовала в соревнованиях командном турнире во Фландрии, где заняла третье место в многоборье, уступив румынкам Иоане Станчулеску и Сильвиане Сфирингу. Великобритания в командном зачёте завершила соревнования на четвёртом месте.
В июне Гадирова вместе с Дженнифер и Алией Лит участвовала на чемпионате мира среди юниоров в Дьёре. В командном финале они заняли шестое место, а в индивидуальном многоборье Гадирова стала 33-й.
В июле Гадирова участвовала в соревнованиях Sainté Gym Cup, где вместе со сборной завоевала золотую медаль. В сентябре она участвовала в чемпионате Великобритании, заняв первое место в юниорском многоборье. Дженнифер опередила при этом свою сестру на турнире и помогла Эйлсбери также стать чемпионкой в команде.

#### 2021
Гадирова перешла во взрослые соревнования в 2020 году, но не участвовала в соревнованиях из-за пандемии COVID-19. В апреле 2021 года она была включена в состав сборной Великобритании на чемпионате Европы вместе со своей сестрой Дженнифер (позже замененной на Фиби Якубчик), Элис Кинселлой и Амели Морган. Джессика Гадирова сумела пройти квалификацию в многоборье, несмотря на падение с бревна. Кроме того, Гадирова вышла в финалы на опорном прыжке и вольных упражнениях. В финале многоборья Гадирова завоевала бронзовую медаль, уступив только россиянкам Виктории Листуновой и Ангелине Мельниковой. Таким образом, она стала второй после Элиссы Дауни британской спортивной гимнасткой, завоевавшей медаль в многоборье на чемпионате Европы. В опорном прыжке Гадирова финишировала второй после олимпийской медалистки и призера чемпионата мира в опорном прыжке Джулии Штайнгрубер. В последний день соревнований Гадирова выиграла золото в вольных упражнениях, опередив Мельникову и бывшую чемпионку мира в абсолютном первенстве Ванессу Феррари. Таким образом впервые с 2010 года британская спортсменка одержала победу в вольных упражнениях (тогда золото выиграла Элизабет Твиддл).
7 июня Гадирова была включена в состав сборной Великобритании на Олимпийские игры в Токио вместе со своей сестрой-близнецом Дженнифер, а также Элис Кинселлой и Амели Морган. Выиграла бронзовую медаль в составе команды.

## Результаты

### Детский уровень
| Год  | Соревнования             | КП | АП | ОП | РБ | ББ | ВУ |
| ---- | ------------------------ | -- | -- | -- | -- | -- | -- |
| 2016 | Чемпионат Великобритании |    | 12 |    |    | 6  |    |

### Юниорский уровень
| Год  | Соревнования                       | КП | АП | ОП | РБ | ББ | ВУ |
| ---- | ---------------------------------- | -- | -- | -- | -- | -- | -- |
| 2018 | Чемпионат Англии                   |    | 23 |    |    |    |    |
| 2018 | Чемпионат Великобритании           |    | 7  |    | 8  |    | 6  |
| 2018 | Командный чемпионат Великобритании | 3  | 11 |    |    |    |    |
| 2019 | Чемпионат Англии                   |    | 4  |    |    |    |    |
| 2019 | Чемпионат Великобритании           |    | 7  | 8  | 4  |    | 3  |
| 2019 | FIT Challenge                      | 4  | 3  |    |    |    |    |
| 2019 | Чемпионат мира среди юниоров       | 6  |    |    |    |    |    |
| 2019 | Sainté Gym Cup                     | 1  | 7  |    |    |    |    |
| 2019 | Командный чемпионат Великобритании | 1  | 1  |    |    |    |    |

### Взрослый уровень
| Год              | Соревнования | КП | АП | ОП | РБ | ББ | ВУ |
| ---------------- | ------------ | -- | -- | -- | -- | -- | -- |
| 2021             |              |    |    |    |    |    |    |
| Чемпионат Европы |              | 3  | 2  |    |    | 1  |    |